# シュテファン・フロイント

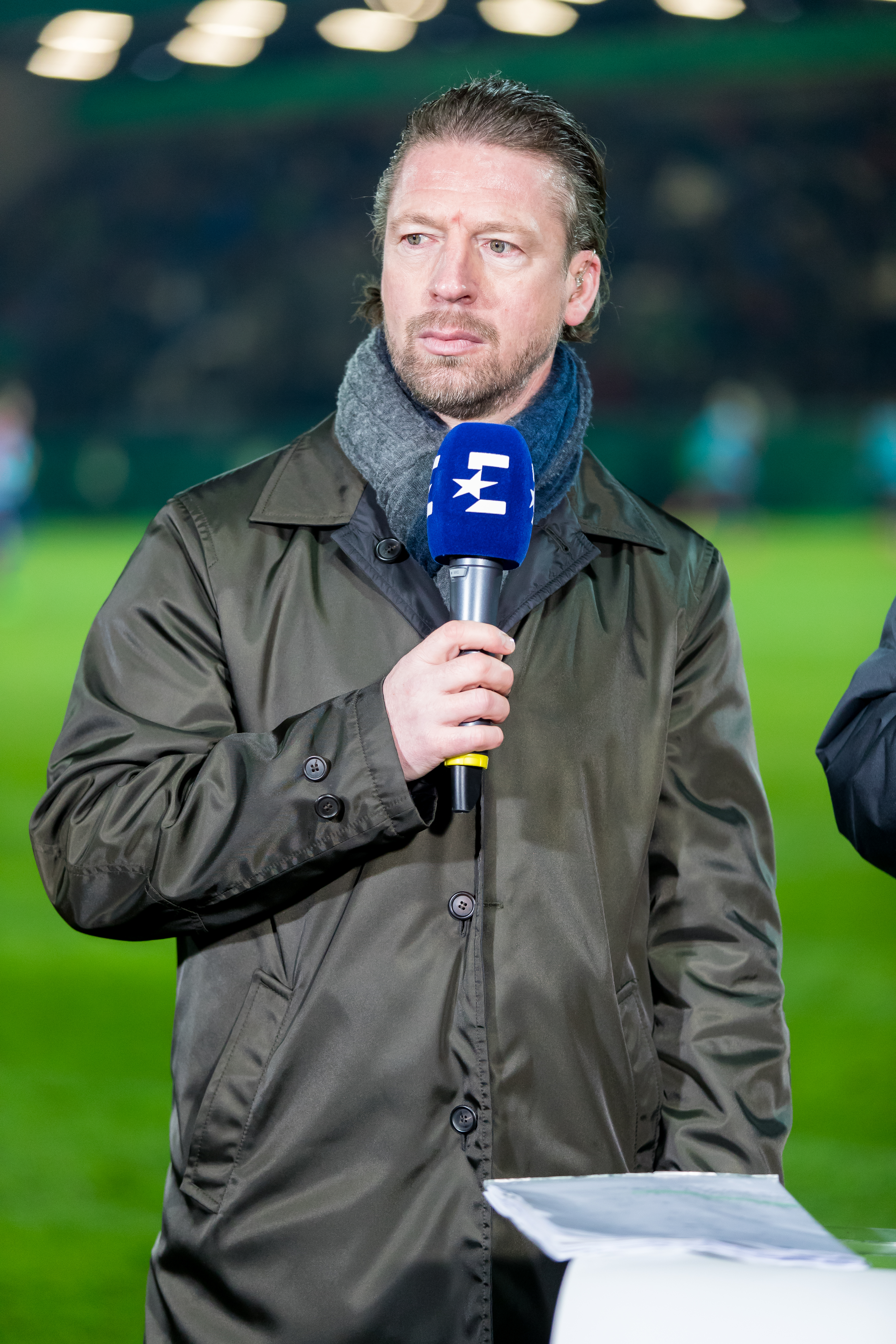
シュテファン・フロイント

シュテファン・フロイント（Steffen Freund, 1970年1月19日 -）は、ドイツ（旧東ドイツ）出身の元サッカー選手、サッカー指導者。ポジションはMF（守備的MF）。

## 経歴
フロイントはシュタール・ブランデンブルクでの下部組織でサッカーを始めると1989年にトップチームへ昇格した。ドイツ統一後の1991年にシャルケ04へ移籍すると頭角を現し、重要なミッドフィルダーの一人としての地位を確立した。1993年にシャルケの財政的な問題からボルシア・ドルトムントへ移籍。ドルトムントでは2度のリーグ制覇（1995年、1996年）と1度のUEFAチャンピオンズリーグ制覇（1997年）に貢献した。その後、1.FCカイザースラウテルンやイングランドのトッテナム・ホットスパーFC、レスター・シティでプレーを続け、2004年に現役を引退した。
西ドイツ代表としては1996年のUEFA欧州選手権1996優勝、1998年のFIFAワールドカップ・フランス大会ベスト8進出に貢献するなど1995年から1998年の間に国際Aマッチ21試合に出場した。
引退後の2007年からはベルティ・フォクツ監督のアシスタントとしてナイジェリア代表を指導した。2008年以降はドイツU20代表のコーチを務めていた。
2012-13シーズンより、ハリー・レドナップの後任としてトッテナム・ホットスパーの監督に就任したアンドレ・ビラス・ボアスのアシスタントコーチを務める。

## 代表歴

### 出場大会
- ドイツ代表
  - UEFA欧州選手権1996 (優勝)
  - 1998 FIFAワールドカップ (ベスト8)

### 試合数
- 国際Aマッチ 21試合 0得点（1995年-1998年）[1]

| ドイツ代表 | 国際Aマッチ | 国際Aマッチ |
| 年         | 出場        | 得点        |
| ---------- | ----------- | ----------- |
| 1995       | 10          | 0           |
| 1996       | 9           | 0           |
| 1997       | 0           | 0           |
| 1998       | 2           | 0           |
| 通算       | 21          | 0           |